# Mika Niikko
Mika Ilari Niikko, född 20 januari 1967 i Lahtis, är en finländsk politiker (Sannfinländarna). Han var ledamot av Finlands riksdag 2011–2023.
Niikko omvaldes i riksdagsvalet 2015 med 4 273 röster från Nylands valkrets.